# Nationaal park Chobe
Het Nationaal park Chobe is het eerste nationale park van Botswana en het is ook het meest biodiverse park van Botswana. Het ligt in het noorden van Botswana en heeft een oppervlakte van 11.700 km². Het is daarmee het op twee na grootste park van Botswana, na het Central Kalahari Game Reserve en nationaal park Gemsbok. Het park is bekend om de populatie leeuwen die jagen op olifanten, meestal op kalfjes of jonge dieren, maar soms ook op subadulte dieren. 

## Geschiedenis
De oorspronkelijke bewoners van dit gebied waren de San-Bosjesmannen (in Botswana ook bekend als het Basarwavolk). Het waren nomadische jager-verzamelaars die voortdurend van plaats naar plaats trokken om voedselbronnen te vinden, namelijk fruit, water en wilde dieren. Tegenwoordig kan men San-schilderingen vinden in de rotsachtige heuvels van het park.
Aan het begin van de 20e eeuw was het gebied dat later Botswana zou worden verdeeld in verschillende landeigendomsystemen. In die tijd werd een groot deel van het parkgebied geclassificeerd als kroondomein. Het idee van een nationaal park dat de gevarieerde lokale fauna zou beschermen en het toerisme zou bevorderen, werd voor het eerst voorgesteld in 1931. Het jaar daarop werd 24.000 km² rond het Chobe-district officieel tot niet-jachtgebied verklaard en dit gebied werd twee jaar later uitgebreid tot 31.600 km².
In 1943 deden zich in de hele regio zware tseetseevlieginfecties voor, waardoor de oprichting van het nationale park werd vertraagd. In 1953 kreeg het project opnieuw aandacht van de overheid: 21.000 km² werd voorgesteld om een wildreservaat te worden. Chobe Game Reserve werd officieel opgericht in 1960, hoewel het kleiner was dan aanvankelijk gewenst. In 1968 werd het reservaat uitgeroepen tot nationaal park.
In die tijd waren er verschillende industriële nederzettingen in de regio, vooral in Serondela, waar de houtindustrie floreerde. Deze nederzettingen werden geleidelijk uit het park verplaatst en pas in 1975 werd het hele beschermde gebied vrijgesteld van menselijke activiteiten. Tegenwoordig zijn er nog steeds sporen zichtbaar van de vroegere houtindustrie in Serondela. Kleine uitbreidingen van het park vonden plaats in 1980 en 1987.

## Geografie en ecosystemen

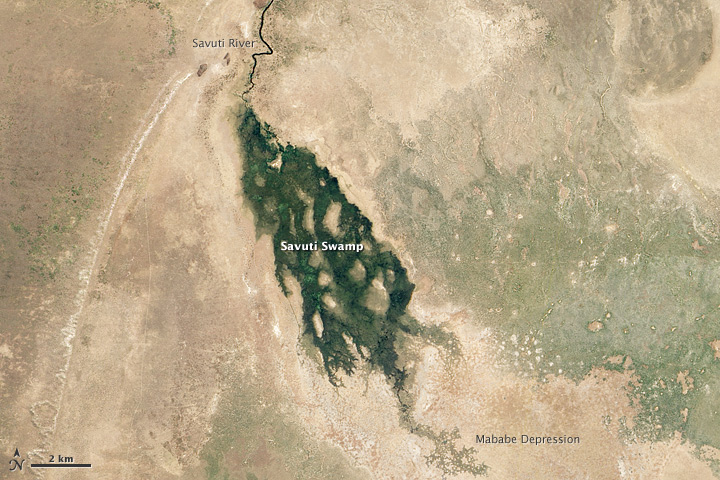
Savuti Marsh gezien vanuit de ruimte

Het park kan worden verdeeld in vier gebieden, die elk overeenkomen met een specifiek ecosysteem: Chobe Riverfront, Savuti Marsh, Linyanti Marsh en het droge achterland.

### Chobe Riverfront
Het gebied rondom Serondela, liggend in het uiterste noordoosten van het park, heeft als belangrijkste geografische kenmerken weelderige uiterwaarden en dichte bossen van Afzelia quanzensis, Baikiaea plurijuga en andere hardhoutsoorten die nu grotendeels zijn gereduceerd door de zware druk van de olifanten. De Chobe, die langs de noordoostelijke grens van het park stroomt, is een belangrijke drinkplaats, vooral in het droge seizoen van mei tot oktober, voor grote kuddes savanneolifanten, families Angolagiraffen, sabelantilopen en kafferbuffels. De uiterwaarden zijn de enige plek in Botswana waar de puku te zien is. In het seizoen worden grote aantallen zuidelijke karmijnrode bijeneters gezien. Tijdens hoogwater trekken Afrikaanse lepelaars, ibissen, verschillende soorten ooievaars, eenden en andere watervogels massaal naar het gebied. Dit is waarschijnlijk het meest bezochte deel van Chobe, grotendeels vanwege de nabijheid van de Victoriawatervallen in Zambia. De stad Kasane, net stroomafwaarts gelegen, is de belangrijkste stad van de regio en vormt de noordelijke ingang van het park.

### Savuti Marsh
Het 10.878 km² grote gebied vormt het westelijke deel van het park (50 km ten noorden van Mababe Gate). Het moeras is het overblijfsel van een groot binnenmeer waarvan de watertoevoer lang geleden werd afgesneden door plaattektoniek. Tegenwoordig wordt het moeras gevoed door het grillige Savuti Channel, dat lange tijd opdroogt en dan vreemd genoeg weer stroomt als gevolg van tektonische activiteit in het gebied. Momenteel stroomt het weer en in januari 2010 bereikte het Savuti Marsh voor het eerst sinds 1982. Als gevolg van deze variabele stroming staan er honderden dode bomen langs de oever van het kanaal. De regio is ook bedekt met uitgestrekte savannen en glooiende graslanden, wat het wildleven in dit deel van het park bijzonder dynamisch maakt. Tijdens droge seizoenen worden zowel zwarte als witte neushoorns, knobbelzwijnen, grote koedoes, impala's, Burchellzebra's, blauwe gnoes en een kudde olifanten gezien. Tijdens het regenseizoen is het rijke vogelleven met 450 soorten vertegenwoordigd. Troepen leeuwen, hyena's, zebra's en meer zeldzame jachtluipaarden (A. j. jubatus) worden ook gezien. Deze regio staat bekend om de jaarlijkse migratie van zebra's en roofdieren.

### Linyanti Marsh
Dit gebied is gelegen in de noordwestelijke hoek van het park en ten noorden van Savuti, grenzend aan de Linyanti. Ten westen van dit gebied ligt Selinda Reserve en op de noordelijke oever van de Kwandorivier ligt het nationaal park Nkasa Rupara van Namibië. Rond deze twee rivieren liggen rivierbossen, open bossen en lagunes, en de rest van het gebied bestaat voornamelijk uit overstromingsvlakten. Er zijn grote concentraties leeuwenfamilies, Afrikaanse luipaarden, Afrikaanse wilde honden, roanantilopen, sabelantilopen, een nijlpaardenpopulatie en kuddes savanneolifanten. De zeldzamere litschiewaterbok, sitatoenga en een kudde nijlkrokodillen komen ook voor in het gebied. De vogeldiversiteit is rijk.

### Droog achterland
Tussen Linyanti Marsh en Savuti Marsh ligt een heet en droog achterland, voornamelijk bezet door het Nogatsaa grasbos. Dit deel is weinig bekend en is een goede plek om elandantilopen te spotten.

### Galerij

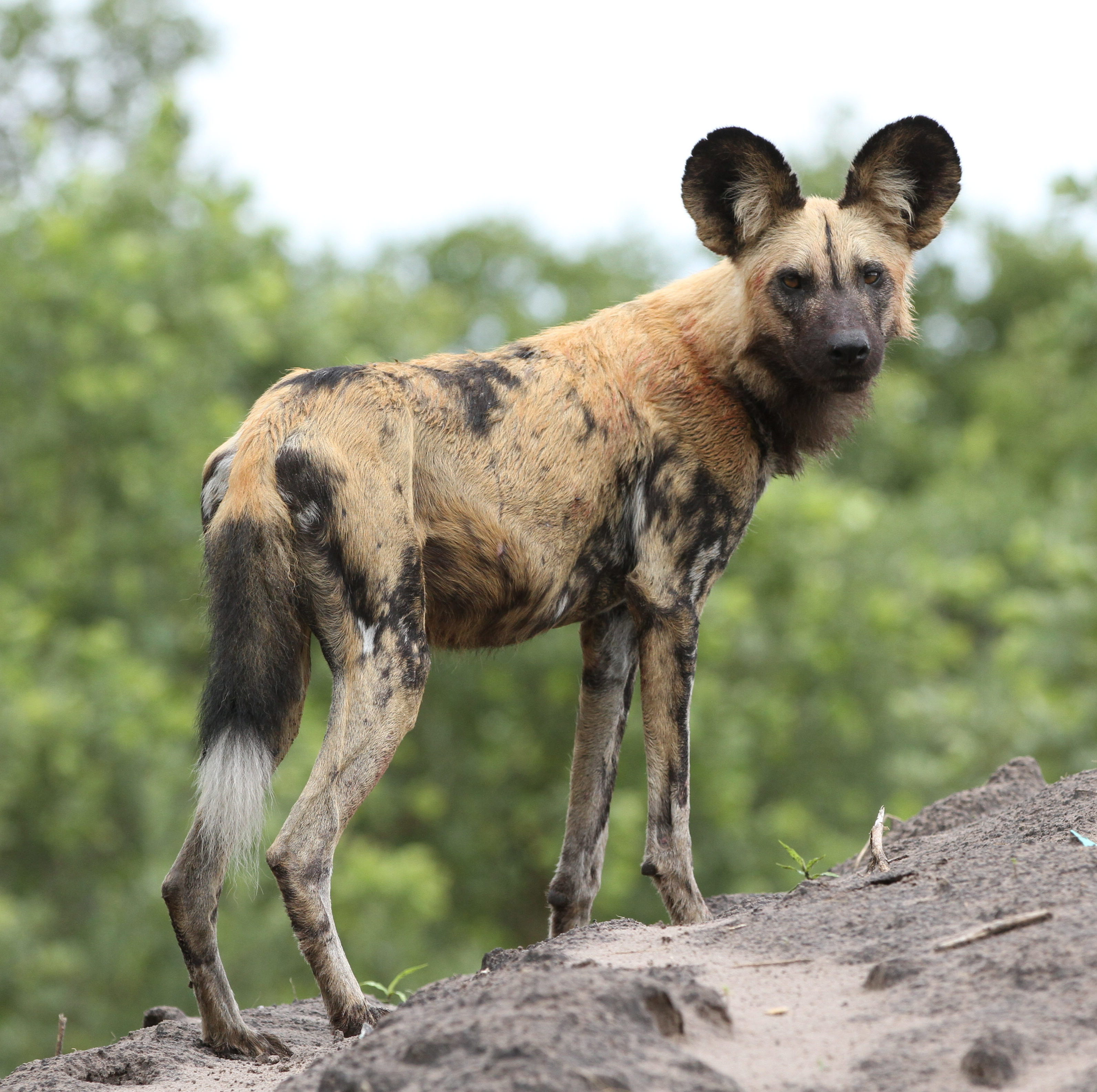
Afrikaanse wilde hond
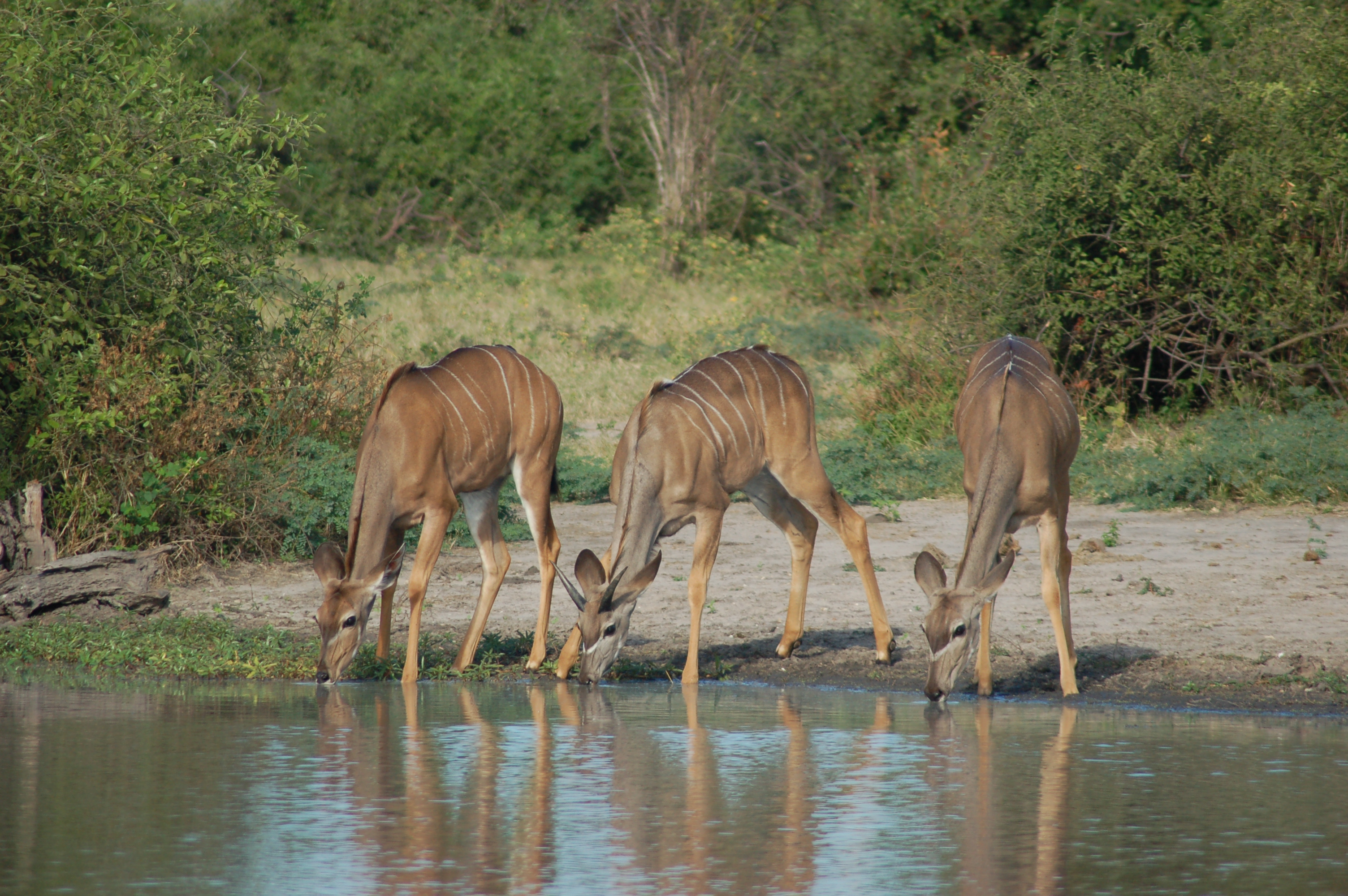
Grote koedoe
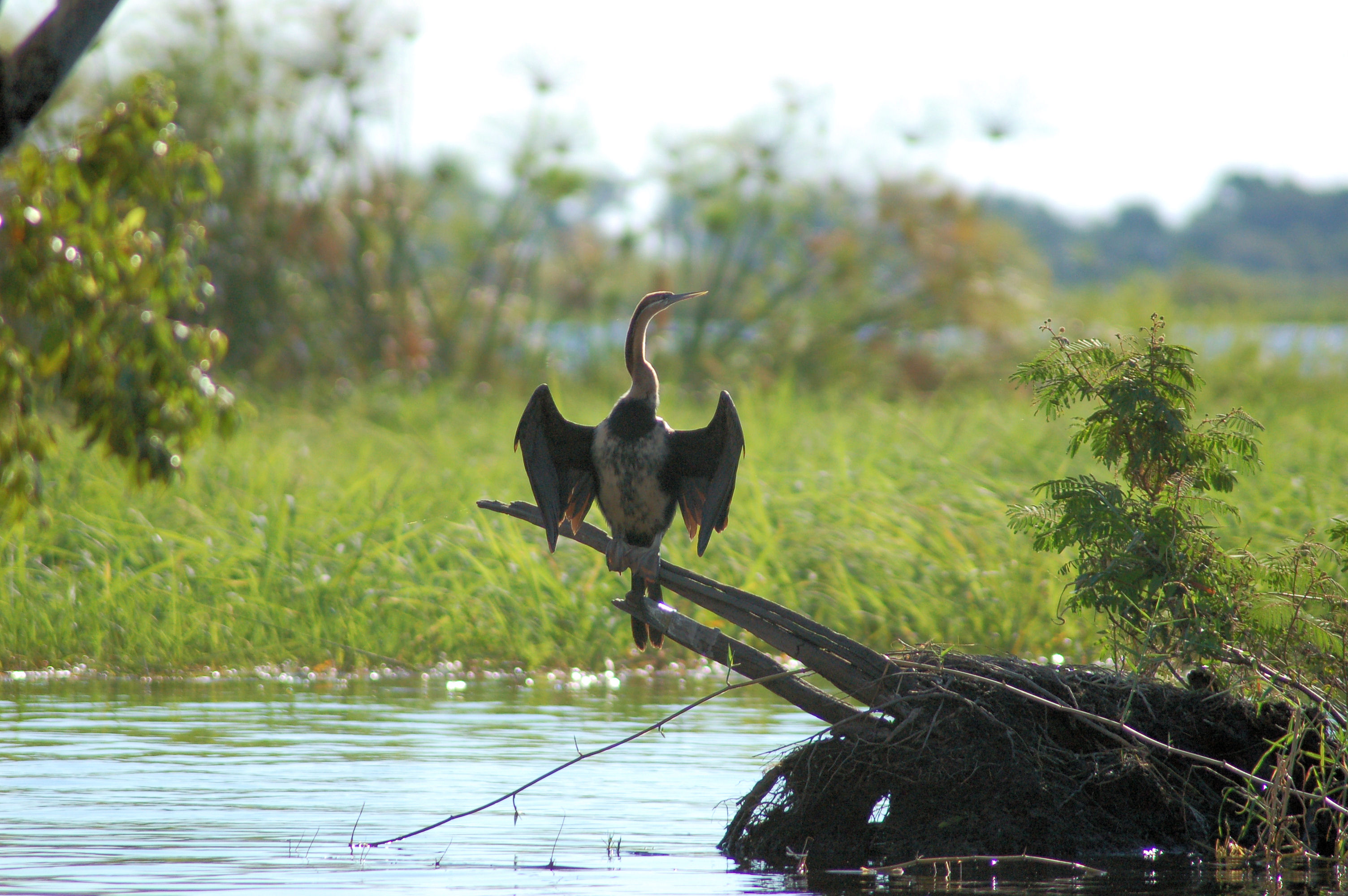
Afrikaanse slangenhalsvogel
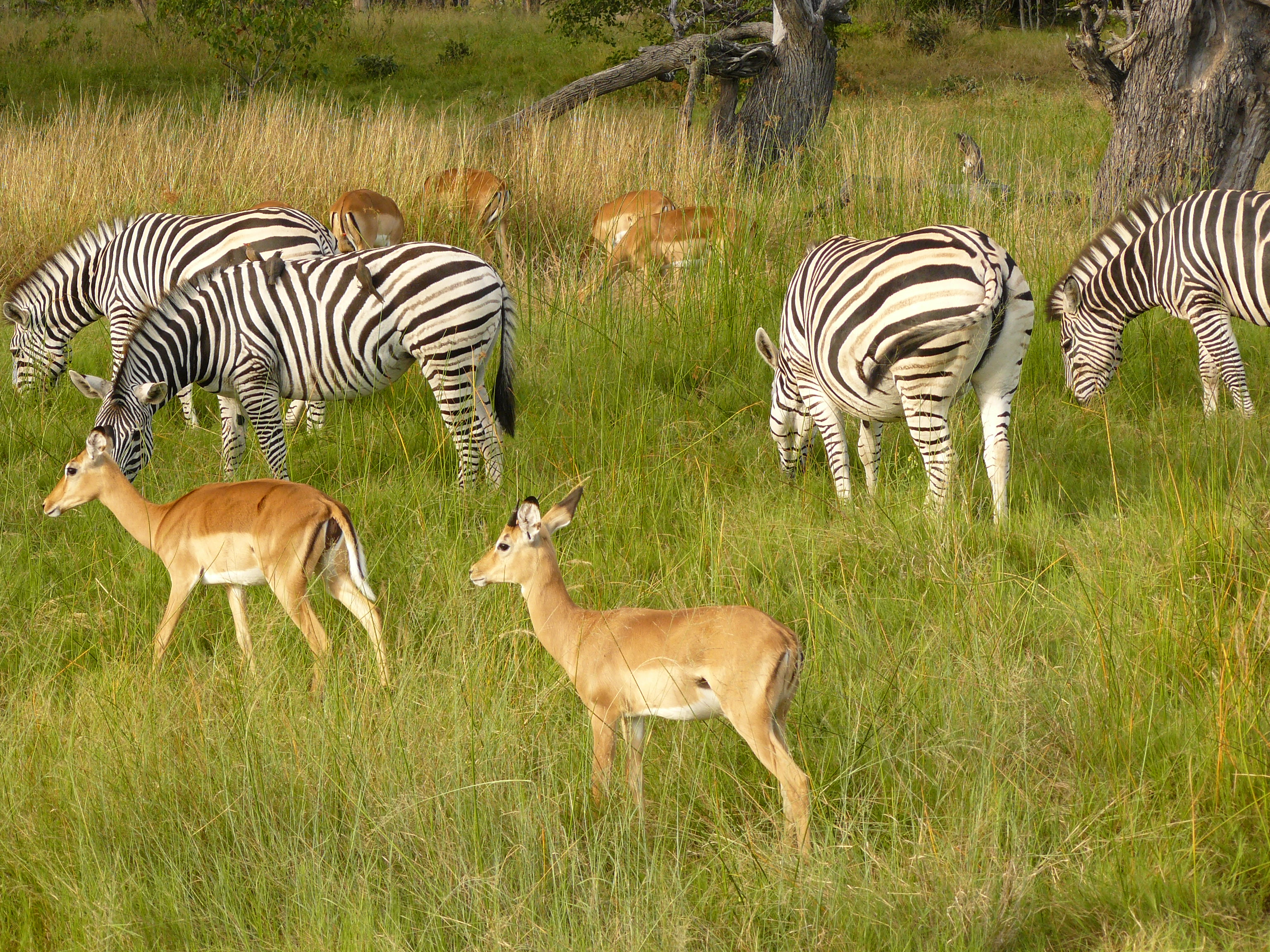
Burchellzebra's en impala's
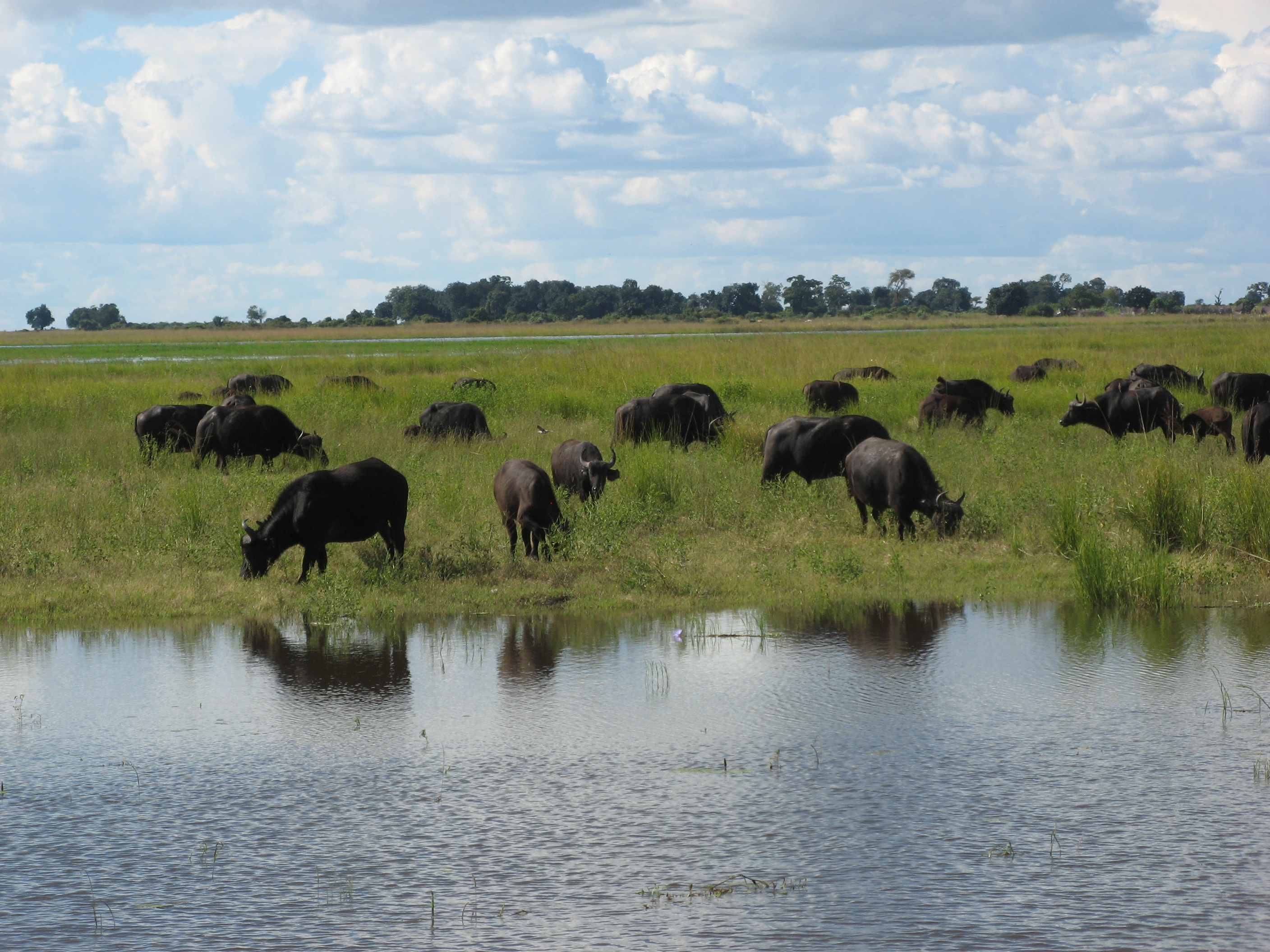
Kaapse buffel
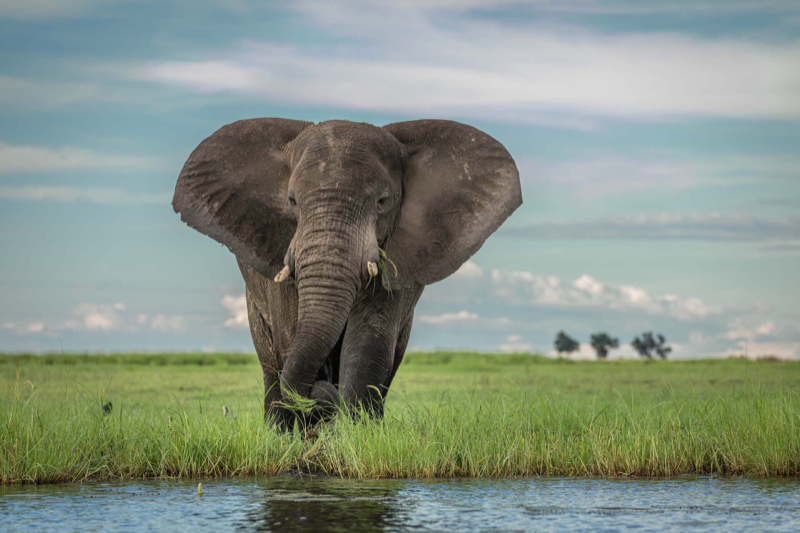
Savanneolifant
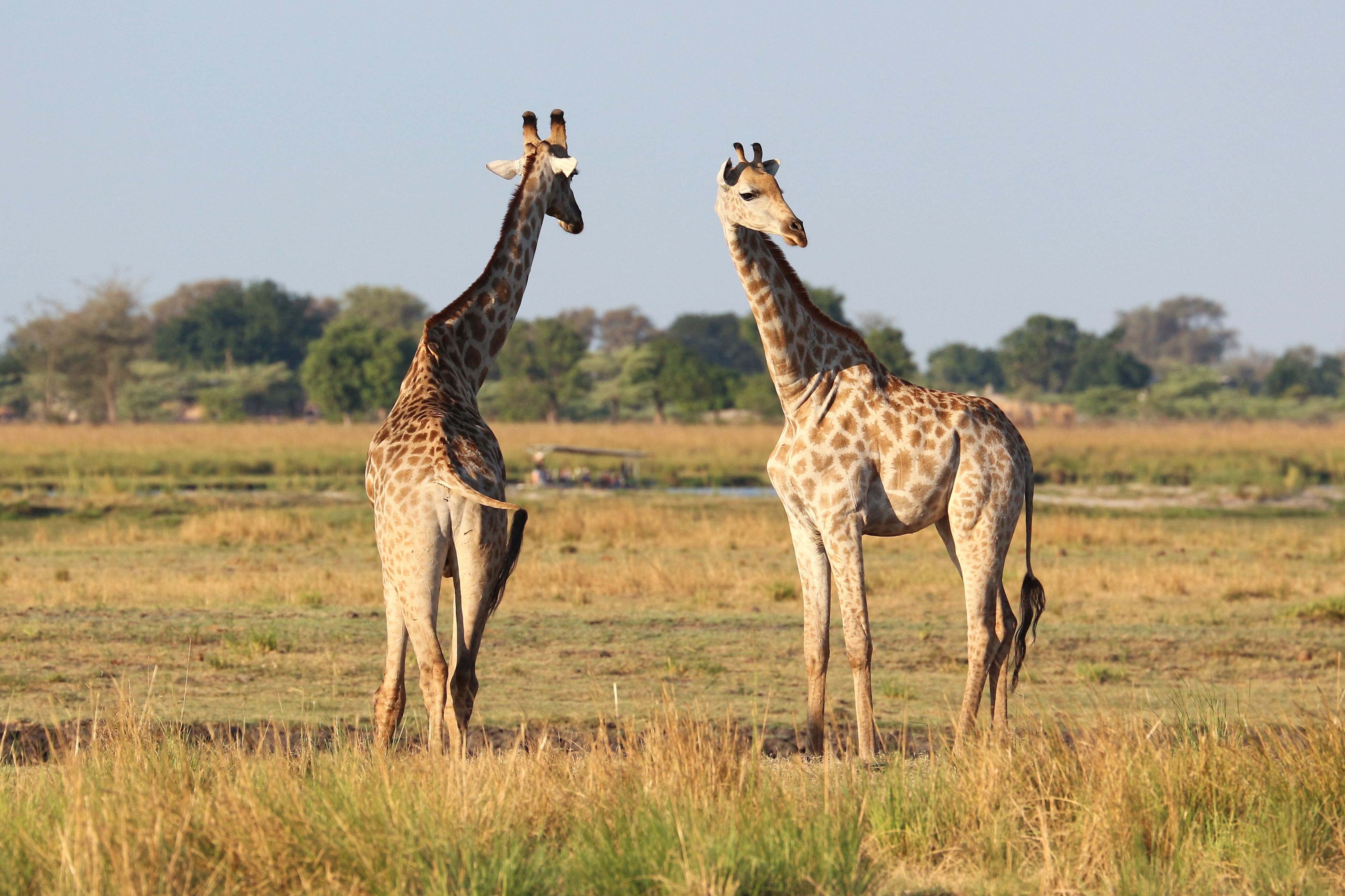
Twee Angolagiraffes
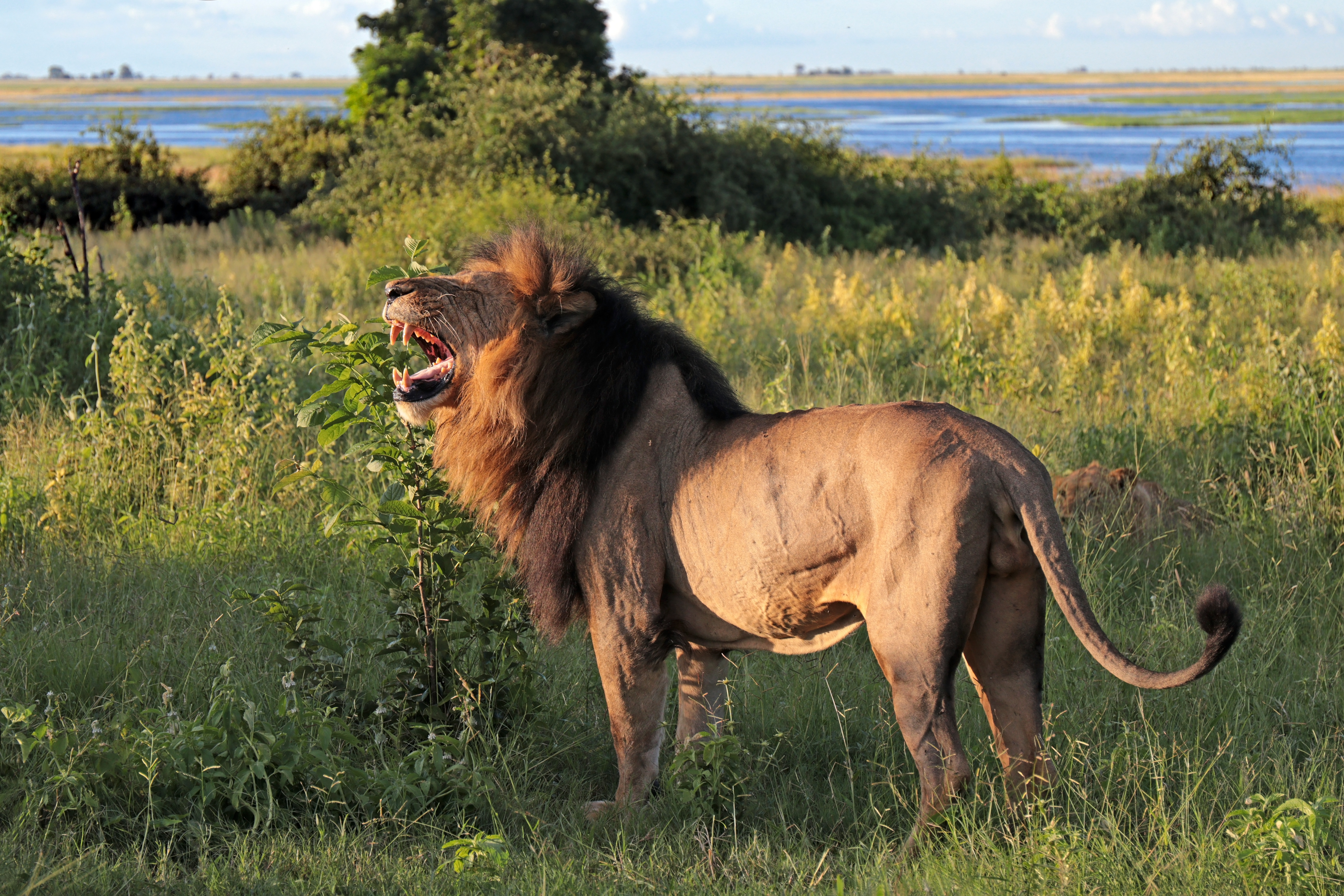
Een mannelijke leeuw
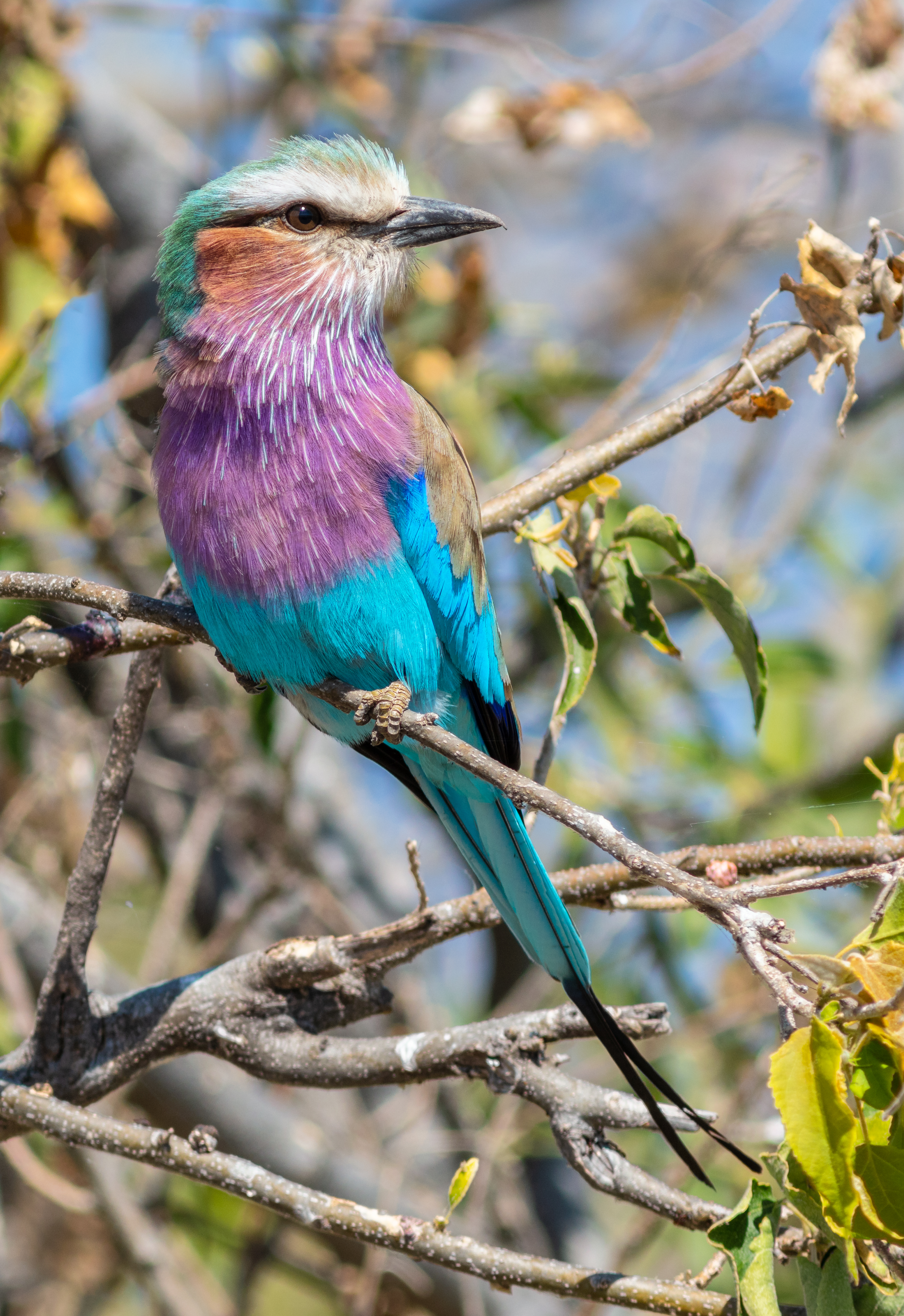
Vorkstaartscharrelaar

## Important Bird Area
Het park is aangewezen als Important Bird Area door BirdLife International vanwege het belang voor significante populaties van bont zandhoen, koperstaartspoorkoekoek, Afrikaans waterhoen, Afrikaanse maraboe, Afrikaanse bisschopsooievaar, Bradfields tok, vlagstaartscharrelaar, Dickinsons torenvalk, gebandeerde savannezanger, kleine savannezanger, moerasgraszanger, zuidelijke witstuitbabbelaar, grote glansspreeuw, Meves' langstaartglansspreeuw, kurrichanelijster, kalahariwaaierstaart, Arnots miertapuit, witbuikhoningzuiger, breedstaartparadijswida. Daarnaast is het park ook belangrijk vanwege zijn hoge dichtheden roofvogels, zoals oorgier en bateleur.

## Olifanten

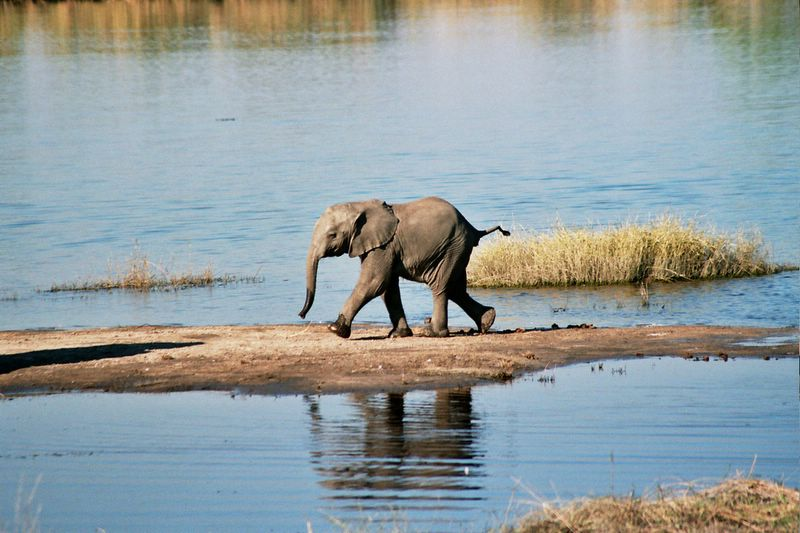
een babyolifant op de oever van de Chobe

Het park is algemeen bekend om zijn grote olifantenpopulatie, die wordt geschat op ongeveer 50.000 olifanten. De olifanten die hier leven zijn Kalahari-olifanten, de grootste kudde van alle bekende olifantenpopulaties. Ze worden gekenmerkt door nogal broos ivoor en korte slagtanden, misschien als gevolg van het calciumtekort in de bodem. In sommige gebieden wordt veel schade aangericht door de grote aantallen olifanten. De concentratie is in Chobe zelfs zo hoog dat het afmaken van olifanten is overwogen, maar dit werd te controversieel geacht en tot nu toe afgewezen door het parkmanagement. In het droge seizoen verblijven deze olifanten in de gebieden rond de Chobe en de Linyanti. In het regenseizoen migreren ze 200 kilometer naar het zuidoostelijke deel van het park. Hun verspreidingsgebied reikt echter verder dan het park en strekt zich uit tot het noordwesten van Zimbabwe.

## Wegen
De toestand van de wegen in Chobe National Park hangt sterk af van het seizoen en de regenval; je hebt een 4x4 nodig om door het park te kunnen rijden. Dik zand wordt een probleem in het Chobe River Front tijdens de droge maanden, vooral als de temperatuur stijgt, terwijl tijdens het natte seizoen de wegen bij de rivier modderig worden.

### Savuti
De wegen in Savuti, voornamelijk de westelijke Sandridge Road vanaf Mababe Gate en de wegen zowel ten noorden als ten zuiden van het Savuti-kanaal, zijn meestal van dik zand en lastig te berijden. Als het heeft geregend, bestaat het risico dat je vast komt te zitten op de moeraswegen, omdat de natte zwarte katoengrond dan onbevaarbaar wordt.

### Nogatsaa
De wegen in Nogatsaa zijn tijdens de natte maanden drassig en er kan dan maar een klein deel van het wegennet bereden worden. Tijdens de droge maanden gaan wildritten van de ene pan naar de andere over wegen met kleine, dikke zandvlakten. Als je de teerweg vanuit Kasane verlaat, moet je de eerste 20 km door dik zand rijden voordat je een zandweg bereikt.